# Calceolaria annua
Calceolaria annua är en toffelblomsväxtart som beskrevs av Edwin. Calceolaria annua ingår i släktet toffelblommor, och familjen toffelblomsväxter. Inga underarter finns listade i Catalogue of Life.